# Wiebrecht Ries

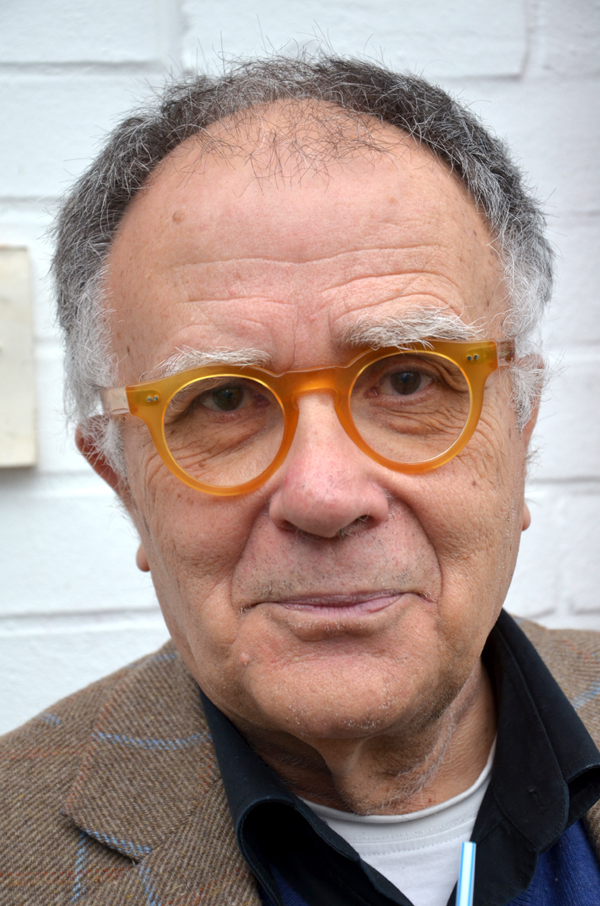
Wiebrecht Ries (2014)

Wiebrecht Ries (* 1940) ist ein deutscher Philosoph.

## Leben
Ries studierte Philosophie und Germanistik an der Universität Basel, der Eberhard Karls Universität Tübingen und der Ruprecht-Karls-Universität Heidelberg. 1967 wurde Ries mit einer  literaturwissenschaftlichen Dissertation über Nietzsche promoviert. 1974 folgte seine Habilitation für das Fachgebiet Philosophie mit einer religionsphilosophischen Schrift über Kafka. Von 1978 bis zur Emeritierung war er Professor für Philosophie an der Leibniz Universität Hannover.

## Veröffentlichungen
- Grundzüge des Nietzsche-Verständnisses in der Deutung seiner Philosophie. Zur Geschichte der Nietzsche Literatur in Deutschland (1932–1963). Dissertation. Osnabrück 1967.
- Transzendenz als Terror. Eine religionsphilosophische Studie über Franz Kafka. Habilitationsschrift. Lambert Schneider, Heidelberg 1977.
- Franz Kafka. Eine Einführung. Artemis, München 1987, ISBN 3-7608-1333-X.
- Nietzsche zur Einführung. Junius, Hamburg 1987.
- Karl Löwith. Metzler, Stuttgart 1992, ISBN 3-476-10264-5.
- Nietzsche für Anfänger. Die Geburt der Tragödie. Deutscher Taschenbuch Verlag, München 1999, ISBN 3-423-30637-8.
- Griechische Tragiker zur Einführung. Junius, Hamburg 2000, ISBN 3-88506-323-9.
- Platon für Anfänger. Symposion. Deutscher Taschenbuch Verlag, München 2003, ISBN 3-423-34002-9.
- Nietzsche / Kafka. Zur ästhetischen Wahrnehmung der Moderne. Alber, Freiburg 2007, ISBN 978-3-495-48218-6.
- Nietzsches Werke. Die großen Texte im Überblick. Wissenschaftliche Buchgesellschaft, Darmstadt 2008.
- Hans Georg Gadamers "Wahrheit und Methode". Wissenschaftliche Buchgesellschaft, Darmstadt 2008
- Die Philosophie der Antike. Wissenschaftliche Buchgesellschaft, Darmstadt 2005, ISBN 3-534-17480-1.
- "Maskeraden des Auslands". Lektüren zu Franz Kafkas "Process". Vorwort Hinderk Meiners Emrich. Elfenbein, Berlin 2011.
- Nietzsche und seine ästhetische Philosophie des Lebens. Francke, Tübingen 2012.
- Schule des Verdachts. Zur Grundlegung der Moderne bei Nietzsche – Freud – Kafka. Lit Verlag, Münster 2014, ISBN 978-3-643-12614-6.